# Leopold Infeld
Leopold Infeld (ur. 20 sierpnia 1898 w Krakowie, zm. 15 stycznia 1968 w Warszawie) – polski fizyk teoretyk, profesor uniwersytetów w Toronto i w Warszawie, członek rzeczywisty Polskiej Akademii Nauk i prezes Polskiego Towarzystwa Fizycznego (1955–1957).
Infeld zajmował się głównie klasyczną teorią pola, w tym ogólną teorią względności Einsteina i klasyczną elektrodynamiką. Latami współpracował z Albertem Einsteinem – w fizyce, popularyzacji tej nauki i jej historii – oraz był jego biografem. Infeld publikował także z noblistą Maksem Bornem i sam był nominowany do Nagrody Nobla w dziedzinie fizyki (w 1964).
Infeld był również działaczem politycznym, zwłaszcza antywojennym – jako członek Światowej Rady Pokoju (ang. WPC) i sygnatariusz Manifestu Russella-Einsteina z 1955 roku. Sprzeciwiał się również cenzurze w socjalistycznej Polsce.

## Życiorys

### Początki wEuropie
Urodził się na Kazimierzu w Krakowie, który w tym czasie należał do Austro-Węgier. Jego rodzicami byli Salomon Infeld, żydowski kupiec handlujący skórami, i Estera z domu Kohane, a jego starszą siostrą dziennikarka Felicja Stendigowa. Naukę rozpoczął w żydowskiej szkole religijnej. Następnie uczył się w gimnazjum. Maturę uzyskał w 1916 z bardzo dobrym wynikiem i ojciec zezwolił mu na studia fizyki na uniwersytecie. Jako obywatel Austro-Węgier został wcielony do armii austriackiej i w jej szeregach brał udział w I wojnie światowej. Po zwolnieniu ze służby wojskowej rozpoczął studia fizyki na Uniwersytecie Jagiellońskim. W 1920, aby kontynuować studia, wyjechał do Berlina, gdzie poznał Alberta Einsteina. W Berlinie uczęszczał na wykłady Maxa Plancka i Maxa von Lauego. Doktorat uzyskał na Uniwersytecie Jagiellońskim w 1921. Promotorem jego pracy doktorskiej był profesor Władysław Natanson.
Po ukończeniu studiów nie otrzymał pracy na uniwersytecie. Uczył w żydowskim gimnazjum w Będzinie. W 1922 został zatrudniony jako dyrektor w żydowskim gimnazjum koedukacyjnym w Koninie. W 1924 został nauczycielem fizyki w żydowskim żeńskim gimnazjum w Warszawie. Napisał wtedy pierwsze prace naukowe. Posadę asystenta na uniwersytecie udało mu się objąć dopiero po 8 latach, gdyż czyniono mu przeszkody, jak sam twierdził, z powodu żydowskiego pochodzenia. W 1930 został asystentem w katedrze Fizyki Teoretycznej na Uniwersytecie Jana Kazimierza we Lwowie, gdzie następnie uzyskał habilitację. W 1932 podczas pobytu w Lipsku napisał dwie prace, które stają się początkiem jego międzynarodowej kariery:
Pierwszą z tych prac napisał razem z holenderskim matematykiem van der Waerdenem. Rozwinęli w niej tzw. rachunek spinorowy do postaci stosowalnej w ogólnej teorii względności (van der Waerden wprowadził wcześniej rachunek spinorowy do szczególnej teorii względności). W drugiej pracy Infeld znalazł postać równania Diraca w czasoprzestrzeniach ogólnej teorii względności.
Kolejnym etapem w karierze naukowej Infelda był dwuletni (1933–1935) pobyt na Uniwersytecie Cambridge w Wielkiej Brytanii w charakterze stypendysty Fundacji Rockefellera. Poznał tam Maxa Borna. Efektem ich współpracy było uogólnienie klasycznej elektrodynamiki Maxwella w taki sposób, aby możliwy był nieliniowy opis pola elektromagnetycznego (tzw. elektrodynamika nieliniowa lub elektrodynamika Borna-Infelda). Teoria ta była krokiem pośrednim na drodze do elektrodynamiki kwantowej.

### Pobyt wAmeryce Północnej

Leopold Infeld rozmawiający z Albertem Einsteinem o ich wspólnej
książce "The Evolution of Physics." w Princeton w 1938

Po odrzuceniu jego kandydatury na stanowisko profesora w Wilnie, w 1936 został stypendystą w Instytucie Studiów Zaawansowanych w Princeton i rozpoczął współpracę z Albertem Einsteinem. Wynikiem tej współpracy były prace dotyczące równań ruchu w ogólnej teorii względności (tzw. teoria Einsteina-Infelda-Hoffmanna). Podczas dwuletniego pobytu w Princeton Infeld przy współpracy z Einsteinem napisał książkę Ewolucja fizyki. Stała się międzynarodowym bestsellerem – w ciągu siedemdziesięciu lat od chwili publikacji miała ponad 200 wydań.
W 1938 roku został profesorem fizyki na Uniwersytecie Toronto w Kanadzie. Prace z tego okresu dotyczyły kosmologii relatywistycznej i teorii faktoryzacji (jedna z metod rozwiązywania zagadnienia własnego). W Toronto Infeld pracował do roku 1950. Kanadę był zmuszony opuścić po tym, jak oskarżono go niesłusznie o kontakty z komunistami w Polsce i możliwości sprzedaży im tajemnic wojskowych (dotyczących broni nuklearnej). Nie chcąc stracić posady w Kanadzie i nie znając realiów komunistycznej Polski po II wojnie światowej, całkowicie zależnej od ZSRR, Infeld próbował pracować początkowo w Polsce biorąc urlop z Uniwersytetu w Toronto, na co władze kanadyjskiego uniwersytetu nie zgodziły się. Za pracę w komunistycznej Polsce, w Kanadzie został pozbawiony obywatelstwa kanadyjskiego i ogłoszony narodowym zdrajcą. W 1995 Infeld został zrehabilitowany i Uniwersytet w Toronto nadał mu pośmiertnie tytuł swojego Profesora Emeritusa.

### Powrót do Polski

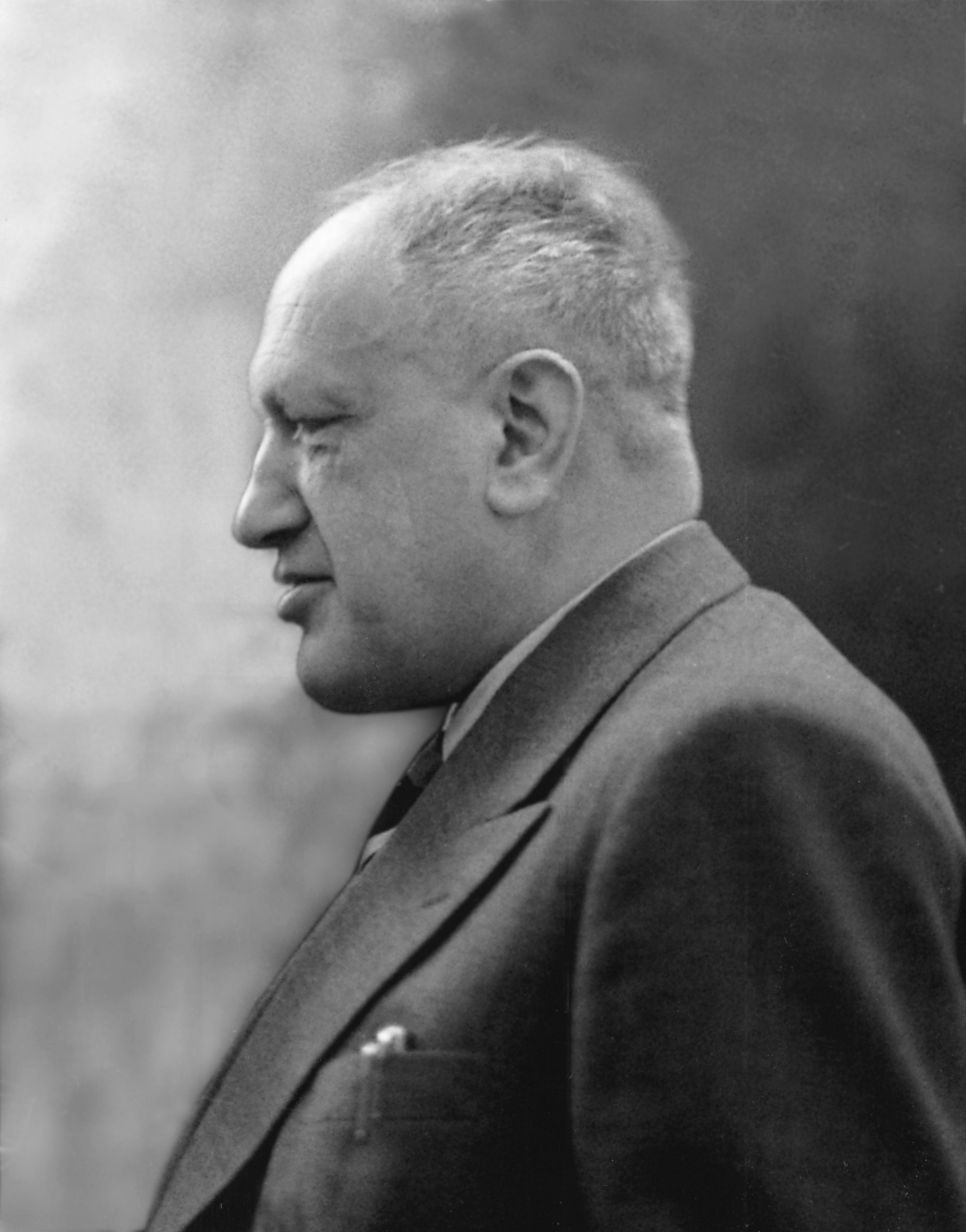
Leopold Infeld (1960)

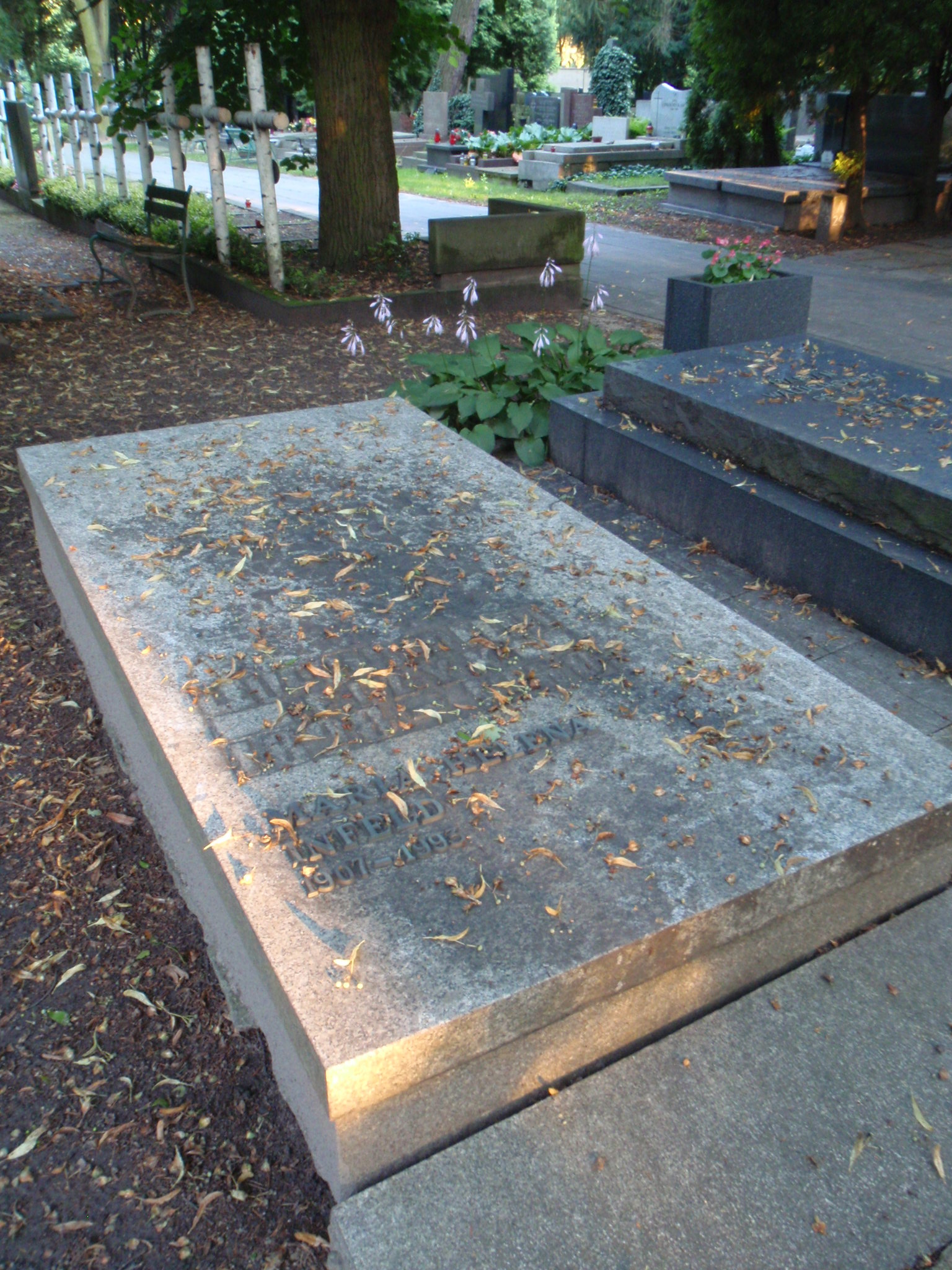
Grób Leopolda Infelda na cmentarzu Wojskowym na Powązkach

W 1950 roku objął katedrę fizyki teoretycznej na Uniwersytecie Warszawskim. Wspólnie z Wojciechem Rubinowiczem założył Instytut Fizyki Teoretycznej Uniwersytetu Warszawskiego. W 1952 został członkiem rzeczywistym Polskiej Akademii Nauk, w latach 1952–1965 był członkiem jej prezydium. W roku 1953 rozpoczął pracę w Instytucie Fizyki Polskiej Akademii Nauk. W 1955 otrzymał Nagrodę Państwową I stopnia za wybitne osiągnięcia w dziedzinie fizyki teoretycznej, a w szczególności za prace z teorii grawitacji oraz elektrodynamiki nieliniowej. W 1962 zorganizował w podwarszawskiej Jabłonnie konferencję naukową na temat postępów w fizyce relatywistycznej. Pojawili się tam najwybitniejsi fizycy tamtych lat – m.in. Paul Dirac i Richard Feynman – jak i lat późniejszych, np. Witalij Ginzburg i Roger Penrose. W 1960 otrzymał Nagrodę „Problemów” za osiągnięcia w dziedzinie popularyzowania nauki.
Infeld miał doktorantów, którzy zostali potem znaczącymi teoretykami, jak Andrzej Trautman i Iwo Białynicki-Birula. Od 1962 był członkiem Ogólnopolskiego Komitetu Pokoju.
Był sygnatariuszem Listu 34, w którym intelektualiści protestowali przeciw cenzurze w Polsce.

### Życie prywatne
Był czterokrotnie żonaty:
- Po raz pierwszy ożenił się 5 października 1919 w Krakowie z Fanny Billig (ur. 20 czerwca 1898 w Kolbuszowej)[17]. Z tego małżeństwa miał syna Henryka Ryszarda (ur. 17 sierpnia 1925 w Krakowie)[18]. Rozwód pierwszego małżeństwa uzyskał 27 maja 1929 w Oddziale X Cywilnym sądu grodzkiego w Krakowie[17].
- Po raz drugi ożenił się prawdopodobnie w 1929 z Haliną (nazwisko nieznane). Jego druga żona zmarła po ciężkiej chorobie w 1932[6].
- Po raz trzeci ożenił się ze swoją kuzynką Doris Infeld w Londynie w Wielkiej Brytanii 6 października 1934. 11 marca 1939 uzyskał rozwód w hrabstwie Dade na Florydzie w USA[19].
- Po raz czwarty ożenił się 12 kwietnia 1939 w New Jersey z amerykańską matematyczką Helen Mary(inne języki), z domu Schlauch (1907–1993)[20], siostrą Margaret Schlauch (1898–1986), córką Williama Storba Schlaucha (1873–1953), wybitnego matematyka, profesora New York University. Leopold i Helen Mary Infeldowie mieli dwoje dzieci: syna Eryka[21], profesora fizyki teoretycznej, oraz córkę Joan[20].

Lepold Infeld był ateistą. Zmarł w Warszawie, pochowany w Alei Zasłużonych cmentarza Wojskowego na Powązkach (kwatera A 27-Tuje-21).

## Publikacje
Infeld opublikował kilkanaście książek, po polsku i po angielsku; oprócz dzieł popularnonaukowych i wspomnień napisał też powieść historyczną o francuskim matematyku Galois.
- 1933: Nowe drogi nauki. Kwanty i materja, Mathesis Polska, Warszawa.
- 1938: The Evolution of Physics. The Growth of Ideas from the Early Concepts to Relativity and Quanta, wspólnie z A. Einsteinem, Simon & Schuster i Cambridge University Press.

- 1998: czwarte wydanie polskie Ewolucja fizyki. Rozwój poglądów od najdawniejszych pojęć do teorii względności i kwantów, seria: Klasycy nauki, Prószyński i S-ka, Warszawa.

- 1950: Whom the Gods Love. The Story of Evariste Galois.

- Wydanie polskie Wybrańcy bogów. Powieść o życiu Ewarysta Galois.

- 1950: Albert Einstein, Charles Scribner’s Sons, New York;
  - 1956: wydanie polskie PWN, Warszawa.
- 1956: Moje wspomnienia o Einsteinie, Iskry, Warszawa.
- 1960: Motion and Relativity, wraz z Jerzym Plebańskim, Pergamon, Oksford.
- 1964: Szkice z przeszłości: Wspomnienia, PIW, Warszawa.
- 1967: Kordian, fizyka i ja, PIW, Warszawa.
- 1978: Why I Left Canada, McGill-Queen’s University Press, Montreal.
- 1980: Quest: An Autobiography, Chelsea, New York (pierwsze wydanie 1965).

## Ordery i odznaczenia
- Order Sztandaru Pracy I klasy (16 lipca 1954)[25]
- Krzyż Komandorski Orderu Odrodzenia Polski (22 lipca 1951)[26]
- Medal 10-lecia Polski Ludowej (14 stycznia 1955)[27]